# Luigi Della Pina
Luigi Della Pina (Massa, 7 settembre 1951) è un politico italiano.

## Biografia
Esponente storico della Democrazia Cristiana nella provincia di Massa-Carrara, è stato per molti anni consigliere comunale nel capoluogo, ricoprendo più volte la carica di assessore. Nel novembre 1993, in seguito alle dimissioni di Ermenegildo Manfredi, è stato eletto sindaco di Massa, ultimo sindaco della città prima dell'introduzione dell'elezione diretta e dello scioglimento della DC.
In seguito ha aderito al Cristiani Democratici Uniti, partito di cui è stato segretario provinciale, e poi all'Unione di Centro, con cui è stato di nuovo eletto in consiglio comunale nel 2003. Dal maggio 2008 al giugno 2013 è stato assessore alle attività produttive, commercio, SUAP, ufficio del mare e del bosco, nella giunta presieduta da Roberto Pucci.
Nel maggio 2021 è stato nominato dal sindaco Francesco Persiani assessore delegato allo sviluppo sostenibile e attrazione investimenti.